# Bătălia de la Cernăuți
Bătălia de la Cernăuți a fost un conflict militar dintre Puterile Axei  (Armata Română și Armata Germană) și Armata Roșie (pe cealaltă parte), parte a Operațiunii München, în urma căruia orașul Cernăuți a fost eliberat de sub ocupația sovietică, instaurată cu un an în urmă. Această victorie a permis avansarea trupelor române spre Hotin.